# Санкт-Петербург-Пассажирский-Московский (локомотивное депо)
Санкт-Петербу́рг-Пассажи́рский-Моско́вский — локомотивное депо в Санкт-Петербурге. Специализируется на эксплуатации электровозов постоянного тока, обслуживающих составы пассажирских поездов дальнего следования на полигоне Октябрьской и других железных дорог ОАО РЖД. Структурное подразделение Октябрьской дирекции тяги.Расположено в южной части железнодорожной станции Санкт-Петербург-Главный, примыкая к Обводному каналу, через который пути железной дороги проходят по Американским мостам. С противоположной стороны Обводного канала находятся станция Санкт-Петербург-Товарный-Московский и пассажирское вагонное депо Санкт-Петербург-Московский.

## История
В 1843 году началось строительство С.Петербурго-Московской железной дороги. Одновременно с началом строительства железнодорожной линии Петербург-Москва на Александровском механическом заводе были запущены в серийное производство паровозы и другой железнодорожный подвижной состав. Первые отечественные паровозы, вагоны и путевые машины стали поступать в депо уже в 1846 году, с момента открытия движения на участке до Александровского завода протяжённостью восемь вёрст.
Составленный и утверждённый в 1842 году проект был типовым для всей магистрали. Депо сооружалось в виде круглого здания внешним диаметром 64 метра. В нём размещалось 18 стоил для стоянки и ремонта паровозов, каждое длиной 15 метров. В центре здания находился поворотный круг, диаметром 13 метров. Над поворотным кругом возвышался огромный купол со световым фонарем наверху и окнами по бокам. К двум проходным стойлам был пристроен сарай-мастерская для производства капитального ремонта паровозов.
Начиная с 1870 года в депо стали поступать новые пассажирские паровозы серии К. Вся эта новая по тем временам техника потребовала расширения Петербургского депо. В 1870 году были построены три новых здания. В 1871 году паровозные стойла круглого депо удлинили до 18 метров. В то же время построили большой «сарай» для ремонта вагонов.
Увеличение парка паровозов и усложнение их конструкции потребовали расширения ремонтной базы. В 1897 году на берегу Обводного канала (Набережная Обводного канала 43) строиться новое здание «веерного» типа на 18 стойл. В центре веера оборудовали поворотный круг. Объёмы перевозок неуклонно продолжали возрастать и в 1901 году число пассажирских поездов увеличилось до 20 пар в сутки.
В годы советской власти постоянно проводилось обновление локомотивного парка, в депо проводились масштабные работы по оснащению мастерских для обслуживания новой техники. В 1957 году, поступили первые тепловозы ТЭ7, которые позволили опытным машинистам водить пассажирские составы на линии Ленинград-Москва со скоростью до 120 км/ч.. В конце 1950-х годов стали поступать электровозы серии ЧС1, изготовленные в Чехословакии.
В мае 1962 года парк электровозов стал пополняться более мощными локомотивами ЧС2, обладающими конструктивной скоростью 160 км/ч. Одновременно с освоением скоростных электровозов депо эксплуатировало тепловозы ТЭП10 и ТЭП60. Осенью 1963 года вступил в строй новый цех подъемного ремонта электровозов. С 1965 года все пригородное движение от Ленинграда до Волхова начали обслуживать электропоезда, а дальние поезда на этом направлении повели электровозы ЧС2.
С середины 1970-х годов года депо становится флагманом скоростного движения в СССР, вводится в эксплуатацию электропоезд ЭР200, произведенный на Рижском вагоностроительном заводе. С февраля 2009 года локомотивное депо именуется как ТЧЭ-8 и специализируется на эксплуатации локомотивов пассажирских серий.

## Тяговые плечи
- Санкт-Петербург — Москва
  - Санкт-Петербург — Бологое-Московское
  - Санкт-Петербург — Великий Новгород
- Санкт-Петербург — Свирь
- Санкт-Петербург — Бабаево
- Санкт-Петербург — Выборг (только с вагонами-лабораториями или поезд № 928 Москва (Ленинградский вокзал)- Петрозаводск - Сортавала - Выборг - С.Петербург-Ладожский - Москва (Ленинградский вокзал))
- Санкт-Петербург — Vainikkala (на данный момент не обслуживается)
- Санкт-Петербург — Рязань (только с поездами № 7/8 Санкт-Петербург - Севастополь и 35/36 "Северная Пальмира" Санкт-Петербург - Адлер)
- Санкт-Петербург — Вековка

## Эксплуатируемые серии локомотивов
На начало 2019 года основной тяговой единицей для пассажирских составов является шестиосный электровоз постоянного тока ЭП2К, пришедший на смену чехословацким ЧС2Т, ЧС6, ЧС7 и ЧС200.
- Шестиосный электровоз постоянного тока ЭП2К-218 с поездом на перегоне Мга - Горы
- Шестиосный электровоз постоянного тока ЧС2т-1015 на перегоне Обухово - Колпино
- Восьмиосный электровоз постоянного тока ЧС6-022 с поездом на ст. Колпино
- Скоростной восьмиосный электровоз постоянного тока ЧС200-010 в депо